# Golpe de Estado en El Salvador de 1979
El golpe de estado en El Salvador de 1979 fue una acción militar ocurrido en El Salvador el lunes 15 de octubre de 1979.

## Historia
El golpe, encabezado por jóvenes militares, derrocó sin sangre al presidente militar Carlos Humberto Romero y lo envió al exilio. Se cortó el firme control del poder del Partido de Conciliación Nacional y, en su lugar, los militares establecieron la Junta Revolucionaria de Gobierno de El Salvador (JRG). La junta estaba compuesta por dos militares y tres civiles.
La Junta de Gobierno Revolucionario se declaró a sí misma como una "junta reformista" que aprobaría reformas políticas y económicas. En realidad, continuó reprimiendo a la oposición política, especialmente después del surgimiento de varios grupos militantes de izquierda a principios de la década de 1980. El golpe es comúnmente citado como el comienzo de la guerra civil de El Salvador que duró doce años de 1979 hasta 1992.